# Rafał Wieruszewski
Rafał Wieruszewski (né le 24 février 1981 à Środa Wielkopolska) est un athlète polonais spécialiste du 400 mètres. 

## Carrière

### Palmarès
| Date | Compétition                    | Lieu              | Épreuve               | Résultat |
| ---- | ------------------------------ | ----------------- | --------------------- | -------- |
| 2000 | Championnats du monde junior   | Santiago du Chili | 400 mètres            | 8e       |
| 2000 | Championnats du monde junior   | Santiago du Chili | Relais 4 × 400 mètres | 3e       |
| 2001 | Championnats du monde          | Edmonton          | Relais 4 × 400 mètres | 3e       |
| 2003 | Championnats du monde en salle | Birmingham        | Relais 4 × 400 mètres | 4e       |
| 2003 | Universiade                    | Daegu             | 400 mètres            | 3e       |
| 2005 | Universiade                    | Izmir             | Relais 4 × 400 mètres | 1er      |
| 2006 | Championnats du monde en salle | Moscou            | Relais 4 × 400 mètres | 2e       |
| 2006 | Championnats d'Europe          | Göteborg          | 400 mètres            | 7e       |
| 2006 | Championnats d'Europe          | Göteborg          | Relais 4 × 400 mètres | 3e       |
| 2006 | Coupe du monde des nations     | Athènes           | Relais 4 × 400 mètres | 5e       |
| 2009 | Universiade                    | Belgrade          | Relais 4 × 400 mètres | 2e       |

### Records
| Épreuve    | Performance | Lieu     | Date         |
| ---------- | ----------- | -------- | ------------ |
| 200 mètres | 21 s 06     | Cracovie | 25 août 2002 |
| 400 mètres | 45 s 66     | Göteborg | 8 août 2006  |